# Modbury, South Australia
Modbury är en del av en befolkad plats i Australien. Den ligger i kommunen Tea Tree Gully och delstaten South Australia, omkring 13 kilometer nordost om delstatshuvudstaden Adelaide. Antalet invånare är 5 570.
Runt Modbury är det ganska glesbefolkat, med 42 invånare per kvadratkilometer.. Närmaste större samhälle är Adelaide, omkring 13 kilometer sydväst om Modbury. 
Runt Modbury är det i huvudsak tätbebyggt. Genomsnittlig årsnederbörd är 593 millimeter. Den regnigaste månaden är juli, med i genomsnitt 95 mm nederbörd, och den torraste är december, med 13 mm nederbörd.